# Chen Xiaodong
Dans ce nom chinois, le nom de famille, Chen, précède le nom personnel.
Pour les articles homonymes, voir Chen.
Chen Xiaodong, née le 11 janvier 1988 à Shanghai, est une sabreuse chinoise.

## Carrière
Chen Xiaodong est médaillée d'or par équipes aux Championnats d'Asie d'escrime 2008 à Bangkok puis médaillée de bronze par équipes aux Championnats du monde d'escrime 2009 à Antalya. Elle obtient le titre par équipes aux Jeux asiatiques de 2010 à Canton (Chine). Aux Championnats d'Asie d'escrime 2011 à Séoul, elle obtient la médaille d'or en individuel et la médaille d'argent par équipes. Médaillée d'or par équipes à l'Universiade d'été de 2011 à Shenzhen et médaillée d'argent par équipes aux Championnats d'Asie d'escrime 2012 à Wakayama, elle dispute l'épreuve de sabre féminin individuel aux Jeux olympiques d'été de 2012 à Londres, où elle est éliminée en huitièmes de finale par l'Italienne Irene Vecchi.